# Unité pour la paix en Centrafrique
L'Unité pour la paix en Centrafrique (UPC) est un mouvement politico-militaire centrafricain fondé le 25 octobre 2014 et issu d'une scission au sein de la Seleka. Il est dirigé par Ali Darassa, un Peul affirmant défendre les éleveurs de cette communauté musulmane. Le mouvement se dissout en juillet 2025 dans le cadre d'un accord de paix négocié avec le gouvernement et d'autres mouvements armés.
Depuis l'éclatement de la Seleka, ce mouvement s'était opposé à la coalition de groupes armés formée autour de Noureddine Adam et cela jusqu'à l'accord de cessez-le-feu signé le 9 octobre 2017 à Ippy, dans l’est de la Centrafrique. Outre l'UPC et le Front populaire pour la renaissance de la Centrafrique (FPRC) emmené par Noureddine Adam, l'accord de 2017 inclut le Mouvement patriotique pour la Centrafrique (MPC) et le Rassemblement des républicains (RDR), un groupe anti-balaka créé peu de temps auparavant.
Le 17 décembre 2020, l'UPC s'unit avec cinq autres mouvements armés dans la Coalition des patriotes pour le changement.
Un accord de paix est conclu le 19 avril 2025 entre le gouvernement centrafricain et les groupes armés 3R et Unité pour la paix en Centrafrique. Ils se dissolvent le jeudi 10 juillet 2025 au cours d'une cérémonie organisée à Bangui en présence de nombreuses personnalités.

## Membres importants
Outre le chef Ali Darassa, les principales personnalités connues de ce mouvement sont :
- Le porte-parole, Ahmat Nejad Ibrahim[1];

- Hassan Bouba, qui serait un cadre important de l’UPC dans lequel il joue le rôle de conseiller politique[5]. Le 10 octobre 2017, le président centrafricain Faustin-Archange Touadéra l'a nommé ministre conseiller à la présidence de la république[6].